# David Zuiderhoek (aannemer)
David Zuiderhoek, ook Davit, (Sliedrecht, 27 juli 1838 - Oegstgeest, 22 oktober 1907) was een Nederlands aannemer die vooral in de tweede helft van de 19de eeuw actief was in het gebied rond Amsterdam. Zijn achternaam werd ook regelmatig gespeld als Zuyderhoek.

## Werk
De volgende, vaak monumentale, werken werden onder meer door Zuiderhoek gerealiseerd:
- Werkplaats Roeloffzen & Hübner, Rustenburgerstraat, Amsterdam
- Villa Mariaheuvel, Van Heutzlaan 2, Baarn
- Graanpakhuizen Jan Philip Korthals Altes, Wittenburgerdwarsstraat Amsterdam
- Villa Zandvoort (ontwerp A.L. van Gendt)
- Zeven graanpakhuizen De Houtman, Houtmankade 26-30, Amsterdam
- Bedrijfscomplex houthandel Fa. Bontekoning & Aukes, Gevleweg, Amsterdam
- Directiegebouw en loodsen Stoomvaart Maatschappij Nederland, Oostelijke Handelskade, Amsterdam
- Concertgebouw, Van Baerlestraat 98, Amsterdam
- AVA-woonblok H, Dirk Hartoghstraat, Amsterdam
- Barlaeus Gymnasium[1], Weteringschans, Amsterdam

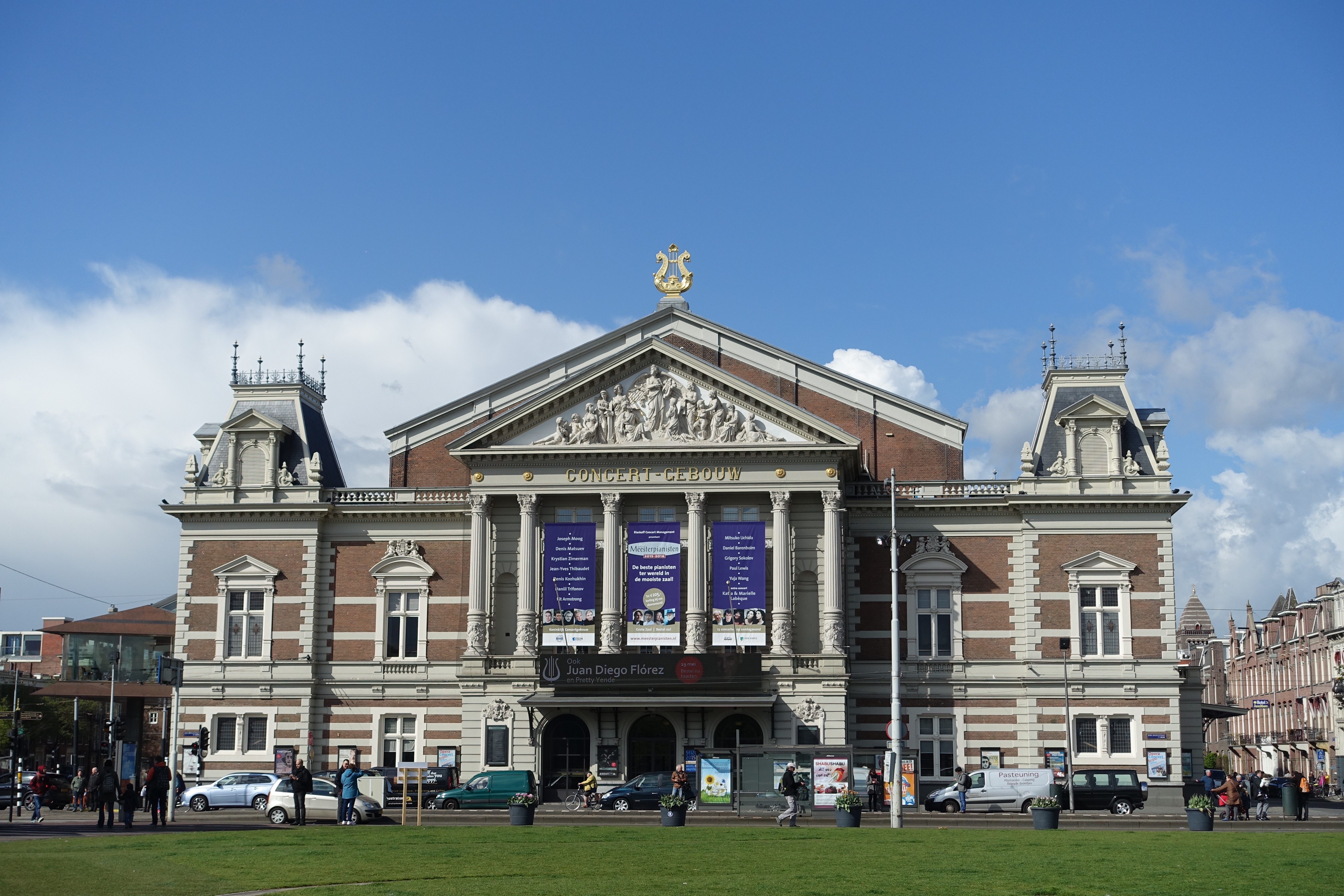
Amsterdam Concertgebouw
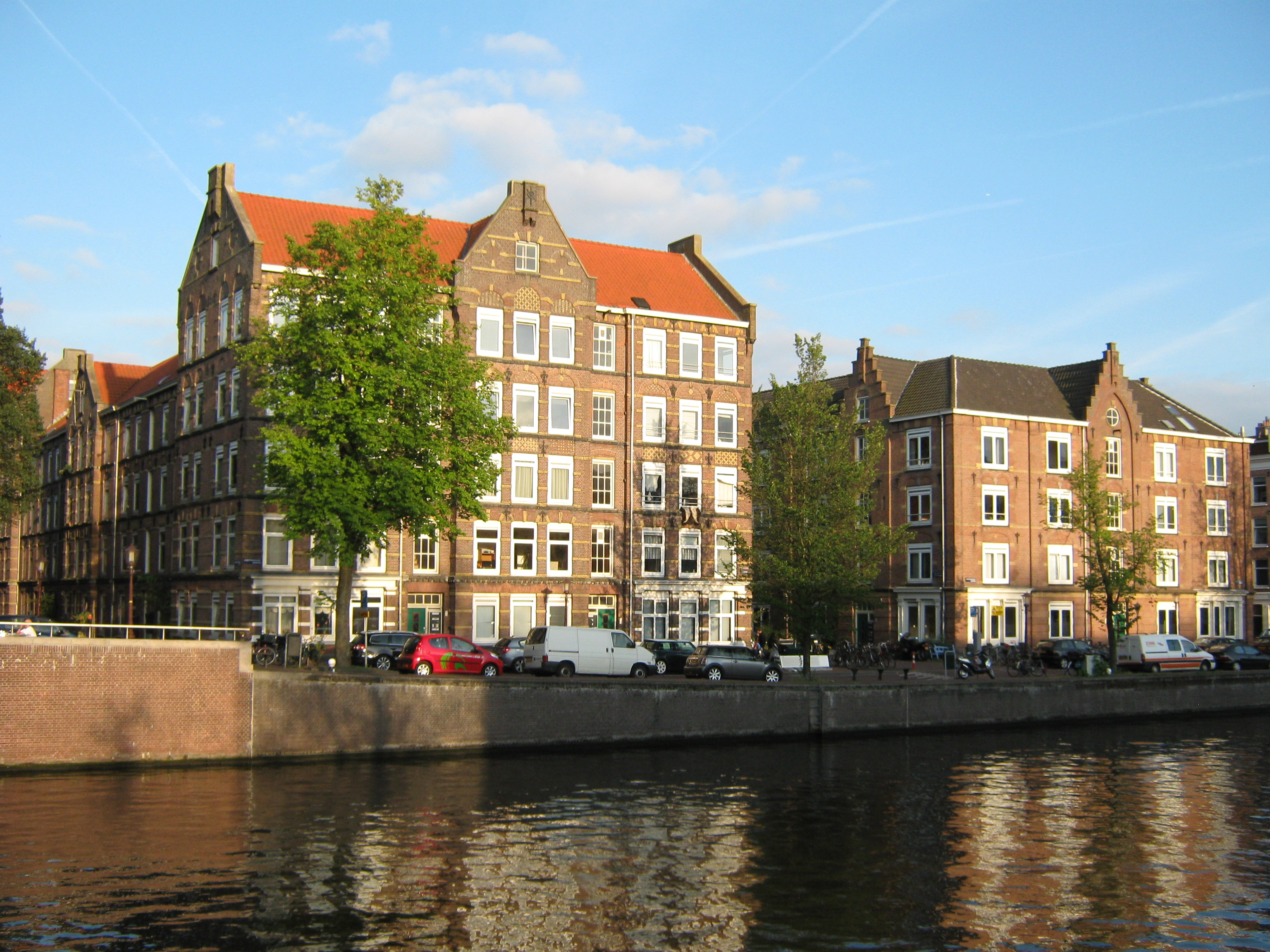
Amsterdam Blok H (AVA)
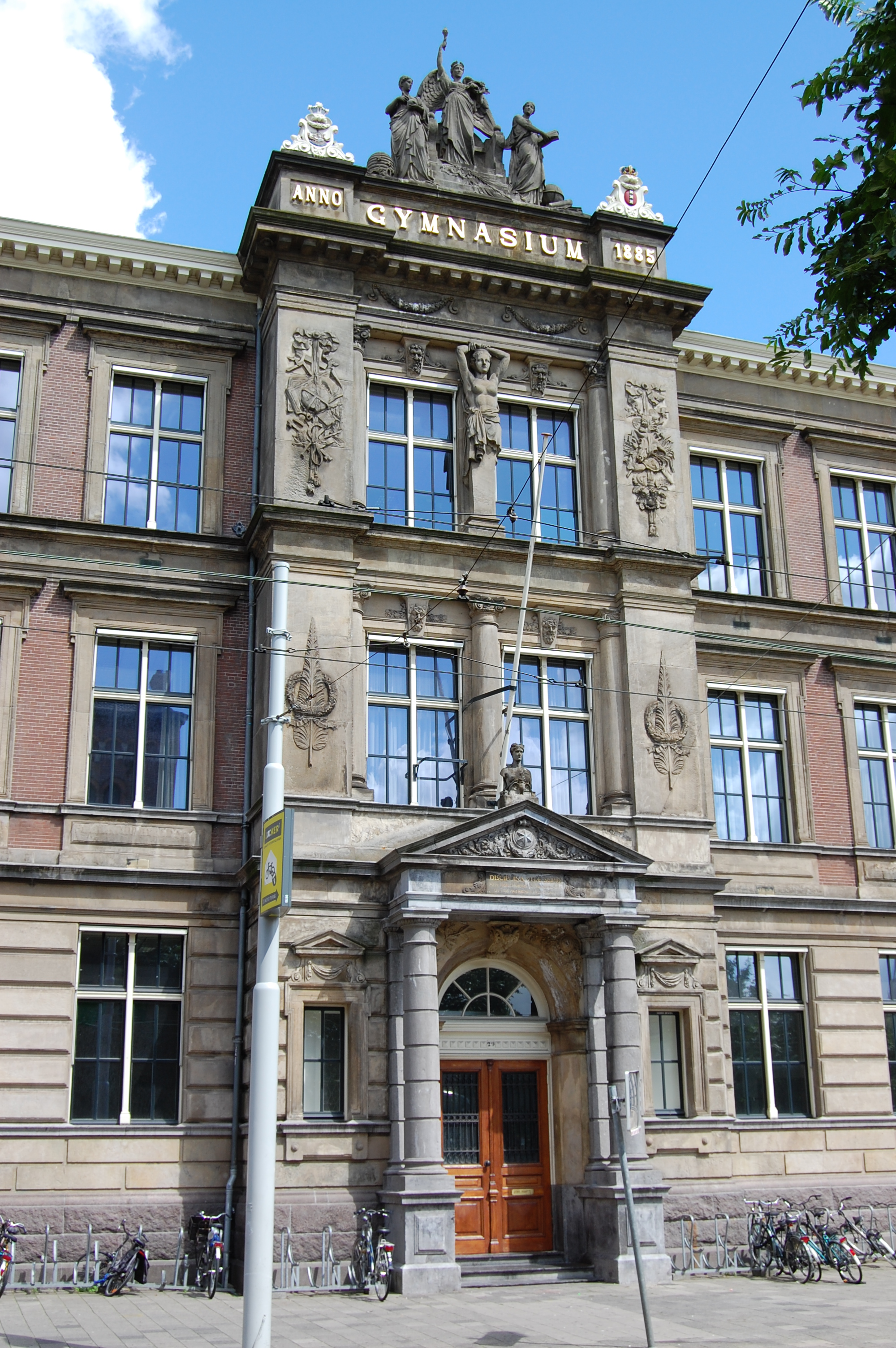
Amsterdam Barlaeus Gymnasium